# Geoffrey Lawrence
Geoffrey Lawrence (Radnorshire, Wales, 2 oktober 1880 - 28 augustus 1971) was een Britse rechter en voorzitter van de rechtbank tijdens de Processen van Neurenberg.
Lawrence werd in 1906 toegelaten tot de advocatuur en ging later samenwerken met Robert Finlay. 
Tijdens de Eerste Wereldoorlog was hij militair van de Britse artillerie in Frankrijk. 
Na de Eerste Wereldoorlog keerde hij terug bij de Privy Council. In 1927 werd hij benoemd tot King's Counsel (een advocaat van hogere rang) en eveneens tot procureur-generaal van kroonprins Eduard VIII. 
In 1932 werd hij rechter bij King's Bench en hij volgde in 1944 Rayner Goddard op als rechter voor hoger beroepszaken. 
Na de Tweede Wereldoorlog werd hij in 1945 gekozen tot de voorzitter van het rechterlijk college van de Processen van Neurenberg. Na zijn succes hierbij werd hij op 13 januari 1947 tot de adelstand verheven als Baron Oaksey. 
In 1957 ging Lawrence met pensioen en hij overleed op 28 augustus 1971 op 90-jarige leeftijd.